# 2016-os oroszországi parlamenti választás
Az Oroszországi Föderáció parlamentjének alsóháza, az Állami Duma képviselőinek soron következő választását 2016. szeptember 18-án tartották meg.

## Képviselői helyek
Az alsóház 450 képviselőjéből 225 képviselőt egyéni körzetben, 225 képviselőt pedig pártlistáról választottak meg. Pártlistáról csak annak a pártnak a képviselői kerülhettek a Dumába, amelynek pártlistás szavazatai átlépték az ötszázalékos parlamenti küszöböt.

## A választáson részt vevő pártok
A Központi Választási Bizottság a pártok által benyújtott dokumentumok átvizsgálása után 14 párt indulását engedélyezte a választáson. A pártok listája a szavazólapokon feltüntetett – a választási bizottságon sorsolással eldöntött – sorrendben:
| Sorszám | A párt neve                                                                                              | A párt elnöke                    |
| ------- | --- | -------------------------------- |
| 1.      | Haza (Родина)                                                                                            | A. A. Zsuravljov                 |
| 2.      | Oroszország Kommunistái (Коммунисты России)                                                              | M. A. Szurajkin                  |
| 3.      | Oroszországi Nyugdíjasok Pártja az Igazságért (Российская партия пенсионеров за справедливость – РППС)   | Je. P. Artyuh                    |
| 4.      | Egységes Oroszország (Единая Россия)                                                                     | Dmitrij Medvegyev miniszterelnök |
| 5.      | „Zöldek” Oroszországi Ökológiai Párt (Российская экологическая партия «Зелёные»)                         | A. A. Panfilov                   |
| 6.      | Polgári Platform (Гражданская платформа)                                                                 | R. G. Sajhutgyinov               |
| 7.      | Oroszországi Liberális-Demokrata Párt (Либерально-демократическая партия России – ЛДПР)                  | V. V. Zsirinovszkij              |
| 8.      | Népi Szabadság Párt – Parnasz (Партия народной свободы – ПАРНАС)                                         | Mihail Kaszjanov                 |
| 9.      | Növekedés Pártja (Партия роста)                                                                          | B. Ju. Tyitov                    |
| 10.     | Polgári Erő (Гражданская сила)                                                                           | K. A. Bikanyin                   |
| 11.     | „Jabloko” Oroszországi Egyesült Demokrata Párt (Российская объединённая демократическая па́ртия – Яблоко) | E. E. Szlabunova                 |
| 12.     | Oroszországi Föderáció Kommunista Pártja (Коммунистическая Партия Российской Федерации – КПРФ)           | Gennagyij Zjuganov               |
| 13.     | Oroszországi Hazafiak (Патриоты России)                                                                  | G. Ju. Szemigin                  |
| 14.     | Igazságos Oroszország (Справедливая Россия)                                                              | Sz. M. Mironov                   |

## Az előző ciklusban
2011-ben hét párt indulhatott a választáson, közülük akkor négy párt jutott be az alsóházba:
- Egységes Oroszország – 238 mandátum (49,32%)
- Az Oroszországi Föderáció Kommunista Pártja – 92 mandátum (19,19%)
- Igazságos Oroszország – 64 mandátum (13,24%)
- Oroszországi Liberális-Demokrata Párt – 56 mandátum (11,67%)

A 2007. évi választáson is ugyanez a négy párt került be az Állami Dumába.

## Előrejelzések
Az egy-két hónappal a választás előtt végzett egyik közvélemény-kutatás adatai azt mutatták, hogy legfeljebb ugyanez a négy párt esélyes mandátum szerzésre, vagyis az 5%-os parlamenti küszöb átlépésére. Ezen belül várhatóan továbbra is a kormányzó Egységes Oroszország kapja magasan a legtöbb szavazatot.
Egy másik nagy közvélemény-kutató, a Levada Elemző Központ (Аналитический центр Юрия Левады) a választás előtt három héttel végzett felmérése szerint az Egységes Oroszország pártra szavazók aránya 31%-ra csökkent (az egy hónappal korábbi kb. 39%-ról), a szavazáson biztosan résztvevők között ez az arány kb. 50% volt. Néhány nappal később Oroszország Igazságügy Minisztériuma – a civil szervezetekre vonatkozó törvényre hivatkozva – a Levada Elemzőközpontot mint külföldről finanszírozott és politikai tevékenységet is végző civil szervezetet a "külföldi ügynöki tevékenységet" végzők listájára tette. Ezért a Levada Elemzőközpont a választásokkal kapcsolatos elemző tevékenységét is kénytelen leállítani (hacsak nem sikerül a döntés visszavonását elérnie).

## A választás végeredménye
A választáson részt vettek aránya 47,8% volt. (Összehasonlításul: az előző, 2011. évi parlamenti választáson a szavazásra jogosultak 60,2%-a ment el szavazni).
Ez alkalommal az Állami Duma 450 képviselőjének felét pártlistákról, másik felét egyéni körzetekben választották meg. 

### Pártlisták
A pártlistákra leadott szavazatok megoszlása, melynek alapján 225 képviselői helyet osztottak el.
| Sorszám | A párt neve (oroszul helyenként rövidítve)                                                               | Az összes leadott szavazat arányában |
| ------- | --- | ------------------------------------ |
| 1.      | Haza (Родина)                                                                                            | 1,51%                                |
| 2.      | Oroszország Kommunistái (Коммунисты России)                                                              | 2,27%                                |
| 3.      | Oroszországi Nyugdíjasok Pártja az Igazságért (Российская партия пенсионеров за справедливость – РППС)   | 1,73%                                |
| 4.      | Egységes Oroszország (Единая Россия)                                                                     | 54,20%                               |
| 5.      | „Zöldek” Oroszországi Ökológiai Párt (Российская экологическая партия «Зелёные»)                         | 0,76%                                |
| 6.      | Polgári Platform (Гражданская платформа)                                                                 | 0,22%                                |
| 7.      | Oroszországi Liberális-Demokrata Párt (Либерально-демократическая партия России – ЛДПР)                  | 13,14%                               |
| 8.      | Népi Szabadság Párt – Parnasz (Партия народной свободы – ПАРНАС)                                         | 0,73%                                |
| 9.      | Növekedés Pártja (Партия роста)                                                                          | 1,29%                                |
| 10.     | Polgári Erő (Гражданская сила)                                                                           | 0,14%                                |
| 11.     | „Jabloko” Oroszországi Egyesült Demokrata Párt (Российская объединённая демократическая партия – Яблоко) | 1,99%                                |
| 12.     | Oroszországi Föderáció Kommunista Pártja (Коммунистическая Партия Российской Федерации – КПРФ)           | 13,35%                               |
| 13.     | Oroszországi Hazafiak (Патриоты России)                                                                  | 0,59%                                |
| 14.     | Igazságos Oroszország (Справедливая Россия)                                                              | 6,22%                                |

A pártlistákon tehát az alsóházba jutáshoz előírt 5%-os küszöböt négy párt érte el, illetve lépte túl:
- Egységes Oroszország Párt
- Oroszországi Föderáció Kommunista Pártja
- Oroszországi Liberális-Demokrata Párt
- Igazságos Oroszország

### Egyéni körzetek
Az egyéni körzetekből hat párt képviselői jutottak be az alsóházba, és egy párton kívüli jelölt is mandátumhoz jutott. A 225 képviselői hely megoszlása az egyéni körzetekben elért eredmények alapján:
| Sorszám | A párt neve                                                                                    | Képviselői helyek száma |
| ------- | ---------------------------------------------------------------------------------------------- | ----------------------- |
| 1.      | Egységes Oroszország (Единая Россия)                                                           | 203                     |
| 2.      | Igazságos Oroszország (Справедливая Россия)                                                    | 7                       |
| 3.      | Oroszországi Föderáció Kommunista Pártja (Коммунистическая Партия Российской Федерации – КПРФ) | 7                       |
| 4.      | Oroszországi Liberális-Demokrata Párt (Либерально-демократическая партия России – ЛДПР)        | 5                       |
| 5.      | Haza (Родина)                                                                                  | 1                       |
| 6.      | Polgári Platform (Гражданская платформа)                                                       | 1                       |
| 7.      | Párton kívüli                                                                                  | 1                       |

### Összesítve
Az Állami Duma 450 képviselői helyének megoszlása összesítve: 
- Egységes Oroszország Párt – 343 képviselő (76,2%,)
- Oroszországi Föderáció Kommunista Pártja – 42 képviselő (9,3%)
- Oroszországi Liberális-Demokrata Párt – 39 képviselő (8,7%)
- Igazságos Oroszország – 23 képviselő (5,1%)
- Haza – 1 képviselő
- Polgári Platform – 1 képviselő
- Párton kívüli – 1 képviselő